# Pipplet
 (mars 2024).
 (février 2019).
Pipplet est un service français d'évaluation en langues étrangères pour les entreprises utilisé dans le cadre du recrutement, de mobilité interne, d'audits linguistiques. 
Entièrement en ligne et multilingue, Pipplet repose sur le standard du cadre européen commun de référence pour les langues (CECRL).

## Histoire
Pipplet a été conçue à Londres et est née à Paris.
Après avoir travaillé plusieurs années à Londres, Barcelone et Tokyo, les trois fondateurs et amis Baptiste Derongs, Matthieu Herman et Adrien Wartel, avaient une idée précise des challenges à surmonter pour communiquer dans un environnement international. Ils ont pensé une nouvelle approche de l'évaluation, se concentrant sur les compétences pratiques, et ont lancé l'aventure Pipplet. Une communauté d'experts des langues s'est rapidement formée autour d'eux.
En octobre 2017, Nicolas Aimez, précédemment VP ventes de l’entreprise ADP, rejoint la startup Pipplet pour développer l’activité commerciale grands comptes.
Pipplet Flex a été créée en 2015 en France.
En avril 2017, Pipplet Flex a été reconnue certification nationale par la commission nationale de la certification professionnelle (CNCP).
En janvier 2018, Pipplet est inscrit sur la liste nationale interprofessionnelle (LNI) du Copanef et devient donc éligible CPF pour l'ensemble des branches professionnelles.
Depuis janvier 2019, le code CPF unique Pipplet a changé, le nouveau code CPF est le 235709 pour inscrire les formations.
En septembre 2020, Pipplet a été acquis par ETS Global, la filiale européenne de l'organisation américaine Educational Testing Service (ETS), connue pour ses tests TOEIC. Cette acquisition visait à renforcer la position d'ETS dans le domaine de l'évaluation linguistique numérique<ref>https://blog.pipplet.com/blog/pipplet-was-acquired-by-ets-global</ref>. Malgré cette intégration, Pipplet a conservé une certaine autonomie opérationnelle, avec une équipe dirigeante maintenue. Toutefois, selon des déclarations de l’un des cofondateurs, Baptiste Derongs, cette intégration n’a pas répondu aux attentes stratégiques initiales, et Pipplet n’a pas été pleinement soutenu ni développé au sein d’ETS<ref>https://www.fr.ets.org/news/stories/pipplet-and-ets-proud-of-our-progress.html</ref>.
L'éligibilité de la certification Pipplet FLEX au Compte Personnel de Formation (CPF) a pris fin le 31 décembre 2021, date d'expiration de son enregistrement au Répertoire Spécifique (RS 2634). En 2022, deux demandes de renouvellement ont été déposées auprès de France Compétences, mais toutes deux ont été refusées. Depuis, Pipplet a annoncé ne plus poursuivre de démarches pour obtenir une nouvelle éligibilité au CPF,.

## Compétences évaluées
La certification évalue l'ensemble des compétences : 
- Compréhension orale
- Expression orale
- Compréhension écrite
- Expression écrite

## Résultats
L'équipe d'examinateurs natifs transmet les résultats des stagiaires ou candidats fournis aux entreprises sous 24 h dans un tableau de bord en ligne et sous la forme d'un certificat [PDF], basé sur le référentiel CECRL.